# IM LS6
IM LS6 – elektryczny samochód osobowy typu SUV klasy wyższej produkowany pod chińską marką IM od 2023 roku.

## Historia i opis modelu

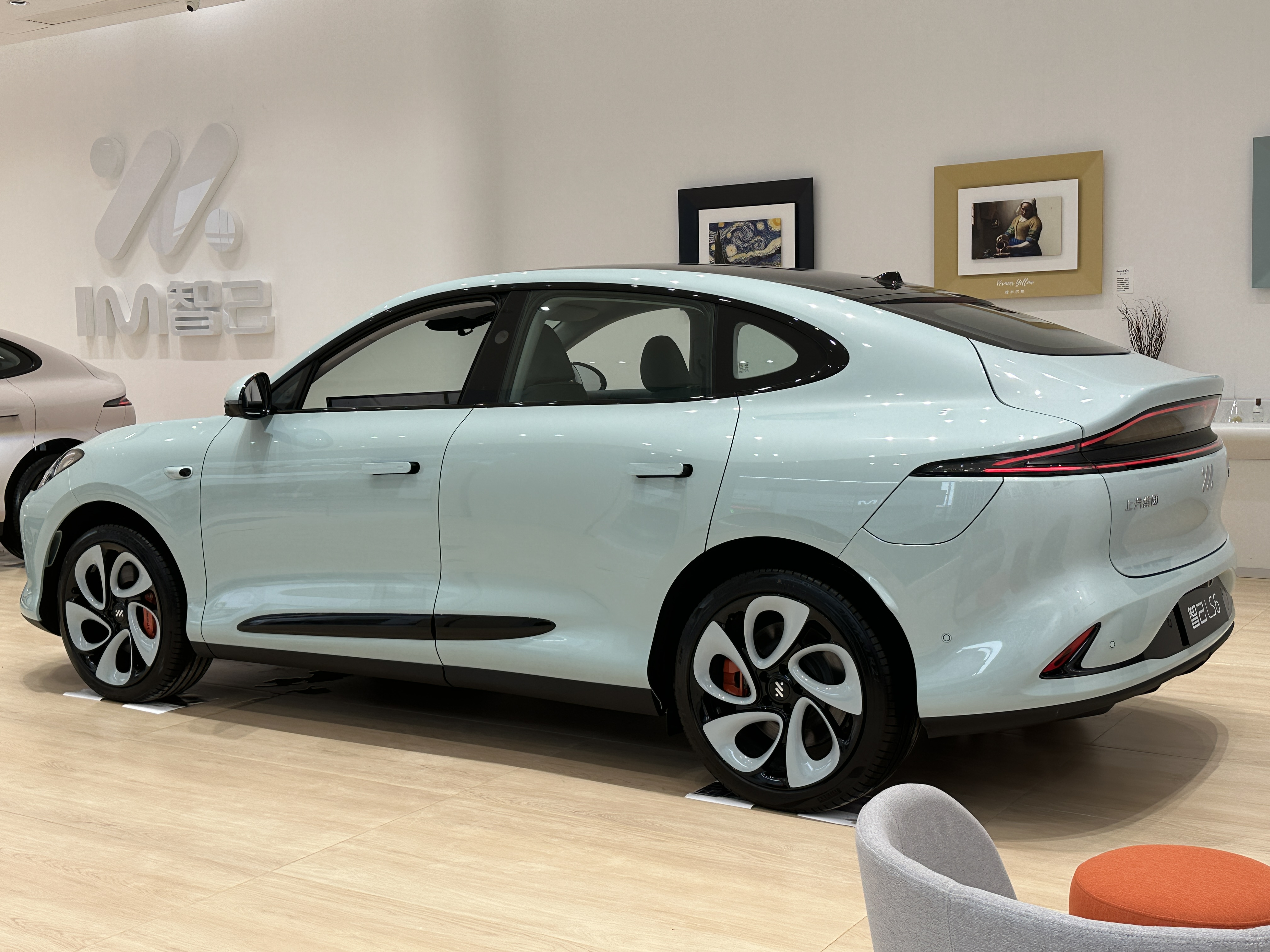
IM LS6 - tył

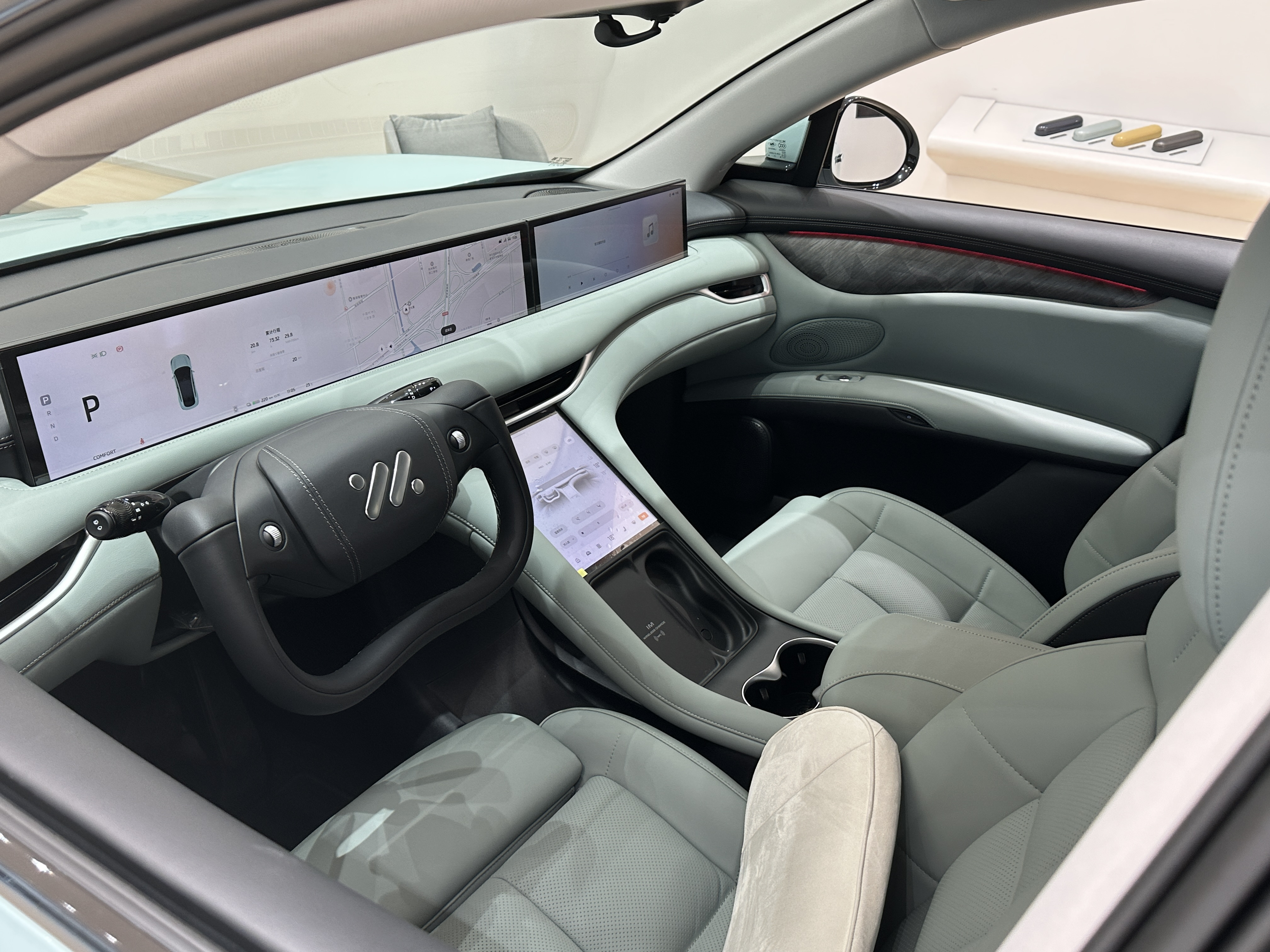
IM LS6 - kokpit

W sierpniu 2023 będące na rynku od niespełna 2 lat chińskie IM Motors przedstawiło swój trzeci model będący elementem rozbudowy lokalnej oferty, prezentując SUV-a Coupe LS6. Samochód powstał jako bardziej awangardowo stylizowana laternatywa dla nieznacznie większego, debiutującego w tym samym roku modelu LS7, wyróżniając się większą ilością ozdobników w przednim zderzaku, większym przednim wlotem powietrza i przemodelowanymi reflekotrami. 
Linia dachu łagodnie opadła ku tylnej krawędzi nadwozia w stylu tzw. SUV-ów Coupe, z kolei tył przyozdobił charakterystyczny pofalowany pas świetlny wzbogacony przez niewielkie okienko poprawiające widoczność do tyłu. Proporcje nadwozia LS6 zostały podyktowane właściwościami aerodynamicznymi, przez co pozyskano rekorodow niski współczynnik oporu powietrza wynoszący 0,23.
Podobnie jak w LS7, IM LS6 posiada nietypowo zarysowany kokpit składający się z dwóch ekranów: pierwszy biegnie przez całą szerokość deski rozdzielczej i pełni funkcję cyfrowych zegarów, ekranu systemu multimedialnego oraz centrum rozrywki dla pasażera. Drugi, pionowy i położony pod kątem, pełni funkcję m.in. panelu klimatyzacji i sterowania dodatkowymi funkcjami pojazdu. Zamiast koła kierownicy zastosowano do tego tzw. wolant pozbawiony łuków przy górnej i dolnej krawędzi.

### Sprzedaż
IM Motors rozpoczęło zbieranie zamówień na LS6 tuż po premierze samochodu przed chińską publicznością podczas sierpniowych targów Chengdu Auto Show 2023. W ciągu osiem godzin od otwarcia listy depoztyów chiński producent zebrał ok. 6 zamówień, kształtując cennik modelu w granicach od 230 do 300 tysięcy juanów. Nie przewidziano eksportu na rynki zagraniczne.

### Dane techniczne
IM LS6 powstało jako samochód w pełni elektryczny, dostępny w dwóch konfiguracjach napędowych, które obie przenoszą napęd na obie osie za pomocą dwóch silników. Słabszy rozwija 501 KM mocy, z kolei topowy - 776 KM przy 800 Nm maksymalnego momentu obrotowego i 3,5 sekundy sprintu do 100 km/h. Akumulatory dostarczane przez chińską firmę CATL umożliwiają superszybkie ładowanie o napięciu do 800V i przejechanie do ok. 700 kilometrów na jednym ładowaniu dzięki pojemności 100 kWh.